# Hans Stadlin
Hans Stadlin (1497 der jung Hans am Stad; heimatberechtigt in Zug; † vermutlich 1527) war Zuger Ratsherr und Landvogt.

## Leben und Wirken
Hans Stadlin kann vor 1497 nicht sicher vom gleichnamigen Ratsherrn, auch Hans am Stad genannt, unterschieden  werden. Dieser war, verheiratet mit Verena Stocker, vermutlich sein Vater.
«Der jung Hans am Stad» war 1497 Vogt von Walchwil. Seit etwa 1499 Ratsherr, übernahm Stadlin mehrmals das Vogtsamt von weiteren städtischen Vogteien, wie 1501 von Gangolfswil und 1510 von Cham. Beim Streit um den Seezoll zwischen Zürich und Rapperswil wirkte er 1510 als Schiedsrichter. Danach war er vermutlich Landvogt von Lugano sowie von 1516 bis 1518 eidgenössischer Landvogt im Rheintal. Seine Ehefrau war Anna Trinkler.

## Belege
1. 1 2  Renato Morosoli: Hans Stadlin. In: Historisches Lexikon der Schweiz.  19. August 2010.

| Personendaten    | Personendaten               |
| ---------------- | --------------------------- |
| NAME             | Stadlin, Hans               |
| ALTERNATIVNAMEN  | Stad, Hans am               |
| KURZBESCHREIBUNG | Zuger Ratsherr und Landvogt |
| GEBURTSDATUM     | 16. Jahrhundert             |
| STERBEDATUM      | 1527                        |